# Гранд Терас
Гранд Терас (на английски: Grand Terrace) е американски град в окръг Сан Бернардино в щата Калифорния.

## Население
Според приблизителна оценка за 2017 г., в града живеят 12 595 души.

## География
Гранд Терас е с обща площ от 9 км² (3,5 мили²), изцяло суша.